# روکیتنیتسه ف اورلیتسکیخ هوراخ
روکیتنیتسه ف اورلیتسکیخ هوراخ (به چکی: Rokytnice v Orlických horách) یک منطقهٔ مسکونی و شهرستان دارای شهرک سابقاً روستا در جمهوری چک است که در ناحیه ریخنوف ناد کنیژنوو واقع شده‌است. روکیتنیتسه ف اورلیتسکیخ هوراخ ۲٬۳۷۸ نفر جمعیت دارد.